# 卡尔海因茨·伯姆
卡尔海因茨·伯姆（德語：Karlheinz Böhm，1928年3月16日—2014年5月29日），奥地利演员、慈善家，以电影《茜茜公主》中奥匈帝国皇帝弗朗茨·约瑟夫一世一角为人熟知。

## 生平
卡尔海因茨·伯姆出生于德国城市达姆施塔特，是女高音歌唱家特阿·林哈德（Thea Linhard）和指挥家卡尔·伯姆的独生子。伯姆拥有奥地利国籍，2003年获得埃塞俄比亚荣誉公民称号，但他自己始终认为自己是一名世界公民：他的父亲出生在奥地利格拉茨，母亲是德国慕尼黑人。伯姆在达姆施塔特、汉堡和德累斯顿度过了青年时期，在汉堡完成中小学教育。1939年，伯姆用一张假的医生证明逃离当时的纳粹德国来到瑞士，入读阿尔卑斯卓士中学。1946年全家一起搬回格拉茨，7年后高中毕业。伯姆最初希望自己成为一名钢琴家。

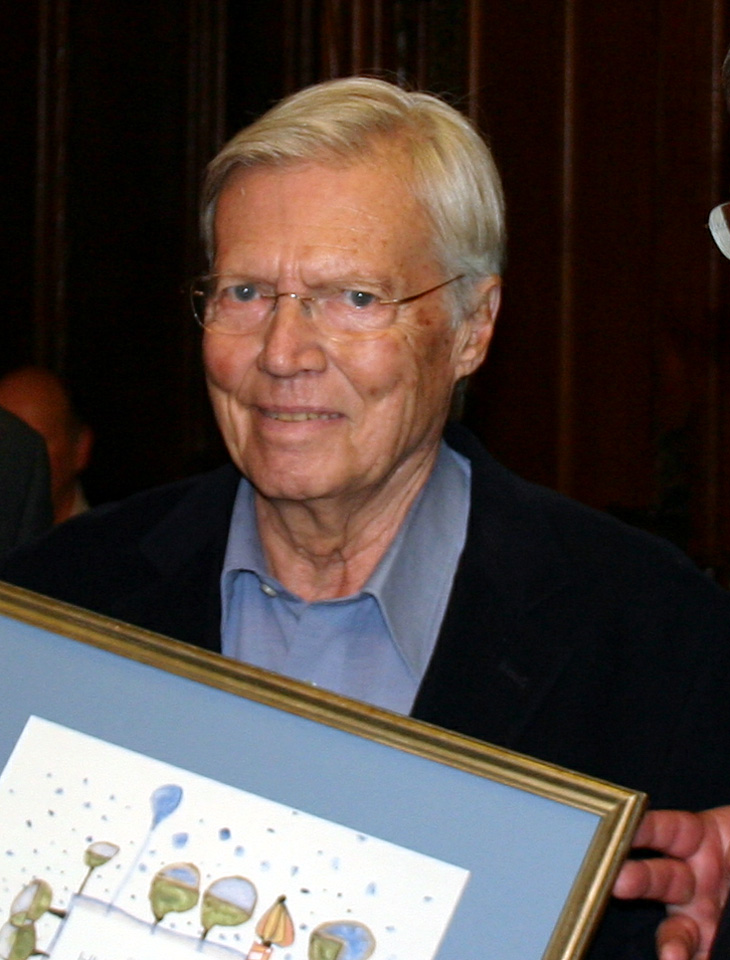
卡尔海因茨·伯姆（2008年摄于慕尼黑）

## 慈善
卡尔海因茨·伯姆发起建立了“人为人人”（Menschen für Menschen）慈善组织，帮助非洲国家埃塞俄比亚提供人道救援，从此往返居住于埃塞俄比亚和奥地利。他最大的希望是，有一天埃塞俄比亚的官方代表来对他说：“卡尔，你已经在这儿待得太久了。十分感谢。我们已经不需要你的帮助，而可以自己独立解决问题了。”